# 塩見俊二
塩見 俊二（しおみ しゅんじ、1907年（明治40年）5月17日 - 1980年（昭和55年）11月22日）は、日本の政治家。位階は正三位。参議院議員（4期）。自治大臣、厚生大臣。自由民主党高知県連会長。板垣退助先生顕彰会顧問。土佐市名誉市民。

## 経歴
1907年（明治40年）5月17日、塩見熊吉の二男として高知県高岡郡戸波村浅井（現土佐市）に生まれる。初代土佐市長の塩見俊雄は実兄。母は塩見良。
1921年（大正10年）4月、高知県立第一中学校（翌年「高知県立高知城東中学校」と改称。現高知県立高知追手前高等学校）に入学。この時の同期生に板垣退助の孫・乾一郎がいた。同校卒業後、旧制高知高等学校に進み、更に東京帝国大学法学部で学を修める。
将来を嘱望され、1931年（昭和6年）、台湾総督府に入庁。財務局金融課長、同主計課長などを歴任する。終戦に伴い1946年（昭和21年）に帰国。戦後は東京財務局直税部長、熊本、広島、大阪国税局長を歴任。1955年（昭和30年）に退官。
1956年（昭和31年）、第4回参議院議員通常選挙、全国区に自由民主党から立候補し当選。1962年、第6回参議院議員通常選挙、高知地方区から立候補し当選。以後連続3期、合計4期24年参議院議員を務める。自民党では池田や大平派に属し、経理局長、参議院国会対策委員長、参議院幹事長などを歴任、自民党高知県連会長も務めた。第1次佐藤第2次改造内閣の自治大臣に就任。
1966年（昭和41年）、高知の青少年たちに読書の機会を与えようと、私財を投じて自身が長年にわたって収集した蔵書・6万7000冊を寄贈し、高知電気ビル内に「塩見文庫」を創設した。
1968年（昭和43年）7月、板垣退助先生顕彰会顧問に就任。同年12月8日、東京・品川で「明治維新百年・板垣退助先生五十回忌墓前祭」を挙行。自民党結党の精神を尊び、退助の子孫らを招き、寺尾豊らと共に退助の墓前に「板垣死すとも自由は死せず」の石碑（佐藤栄作揮毫、高知県産岩石を使用）を建立した。
第1次田中角栄内閣の厚生大臣に就任後、1972年（昭和47年)には、自からフィリピン・ルバング島に渡り、小野田寛郎救出のために尽力した。大規模年金保養基地構想を打ち出し、各地にグリーンピアが建設された。
1978年（昭和53年）、積年の功績を賞せられ勲一等瑞宝章受章（勲五等からの昇叙）。土佐市名誉市民となる。
1980年（昭和55年）、病気により政界引退。同年11月22日肝硬変のため死去、73歳。墓所は土佐市浅井。死没日をもって従五位から正三位に叙され、銀杯一組を賜った。

## 人物
読書家であり、謙虚で飾り気のない人柄とともに無類の酒好きで、豪放な面もあり、土佐人の性格を代表する政治家だった。飾り気のない人柄とともに無類の酒好きで知られた。

## 2つの銅像建立
- 1991年（平成3年）、塩見俊二の十三回忌を翌年にひかえ、翌年4月に「塩見文庫」が高知県に移管されることが決定したため、財団法人小津図書館は、塩見俊二の功績を顕彰して銅像の建立を計画[1]。銅像は腰を下して読書する塩見の姿となった[1]。同年11月22日除幕。原型の作製は高知市在住の塑像家濱田浩造による[1]。

上記の銅像建立を受け、1992年（平成4年）、塩見俊二の故郷の有志たちによって「塩見俊二先生顕彰事業期成会」が組織され、翌1993年（平成5年）、籠尾市長を会長に迎え「塩見俊二先生銅像建立実行委員会」に発展。市内外、団体から浄財を募り、市からの助成を受けて銅像を建立。「庶民派でクリーンなイメージを…」との意を受け、燕尾服姿で右手を腰に当てた立像で製作された。除幕は俊二の令甥・塩見明彦、題字揮毫は内閣総理大臣宮澤喜一。銅像原型は、濱田浩造が作製した。